# Фани Пали Петралија
Фани Пали Петралија (грч. Φάνη Πάλλη Πετραλιά, рођена 10. августа 1943) је грчка правница, политичарка Нове демократије и бивша министарка за запошљавање и социјалну заштиту и бивша министарка туризма, прва жена на тој функцији. 

## Биографија
Рођена је 10. августа 1943. у Атини, где је студирала право на Универзитету у Атини. Бирана је за посланика атинске Б изборне јединице на општим изборима 1985, у јуну и новембру 1989, 1990, 1993, 1996. и 2000. године. Изабрана је у Централни комитет ND 1990. и Извршни комитет 1997. године. Била је заменица министра за културу 1990—1991. и 2004—2006. и заменица министра здравља, социјалне заштите и социјалне сигурности 1992—1993. Године 1999. је постала председница Европске уније жена, а 2002. је изабрана за председницу Међународне демократске уније жена. За министарку туризма је именована 15. фебруара 2006. али није изабрана. Као министарка за запошљавање и социјалну заштиту је радила од 18. децембра 2007. Удата је за Никоса Палиса са којим има три ћерке и сина.